# Little Bakkungaan
Little Bakkungaan (en malais : Pulau Bakungan Kecil) est une petite île tropicale plate, entourée par la mer de Sulu dans l’État de Sabah, en Malaisie. Elle est la plus grande des trois Turtle Islands de la Malaisie, qui forment ensemble le parc national des Turtle Islands. Elle a une superficie de 8,5 hectares.
L’île est à la limite de la frontière maritime, fixée par un traité international, séparant les Philippines de la Malaisie. L’île elle-même est mentionnée dans le traité frontalier conclu en 1930 entre les États-Unis (en ce qui concerne leur territoire d’outre-mer de l’époque, l’archipel des Philippines) et le Royaume-Uni (en ce qui concerne son protectorat de l’époque, l’État de Bornéo du Nord). Ce traité fixe la frontière maritime en ligne droite entre l’île Little Bakkungaan et l’île Great Bakkungan. Great Bakkungan est l’une des Turtle Islands des Philippines, et moins de 2 km d’eau séparent les deux îles. Cela fait de Little Bakkungaan le territoire malaisien internationalement reconnu qui est le plus proche du territoire philippin.
L’île abrite une écloserie de tortues. Elle est administrée par Sabah Parks. Il y a sur l’île plusieurs bâtiments, utilisés par les gardes du parc, ainsi qu’une jetée. Une grande partie de l’île est entourée de plages.